# Quatro Estações: O Show
Quatro Estações: O Show é o segundo álbum ao vivo e filme-concerto da dupla musical brasileira Sandy & Junior. O seu lançamento ocorreu em 19 de novembro de 2000, pela Universal Music. Foi filmado no Olympia, em São Paulo, em julho de 2000, como parte da turnê Quatro Estações feita em apoio ao álbum de mesmo nome (1999). Apresenta performances de mais de quinze faixas do duo, incluindo regravações de outros artistas, como Santana e Elis Regina. A sua direção esteve a cargo de Flávia Moraes, e foi produzido por Moogie Canazio juntamente a Otávio de Moraes. O show foi dividido em quatro atos, cada um deles representando uma das quatro estações climáticas do ano: primavera, verão, outono e inverno. A versão em CD do registro, ofereceu a opção de escolha de quatro capas, cada uma tendo como base uma das estações.
Além das canções ao vivo, foram incluídas três músicas inéditas gravadas em estúdio: "A Lenda", "Enrosca" e "Na Boa, e Sem Chorar", os dois primeiros foram lançados como singles e ganharam videoclipes. O show também foi filmado em vídeo e posteriormente lançado em VHS e DVD. Neste último formato, conta com o repertório completo do espetáculo, três videoclipes do disco As Quatro Estações, as três faixas bônus em estúdio (com letras e informações sobre os músicos). Tornou-se o maior sucesso comercial da carreira fonográfica dos irmãos, e um dos álbuns mais vendidos de todos os tempos no Brasil, com cerca de três milhões de cópias comercializadas de sua edição em áudio. Já a versão em vídeo vendeu mais de 100 mil unidades. A Pro-Música Brasil (PMB), certificou ambas as versões com diamante.

## Conteúdo
O projeto foi gravado na casa de espetáculos Olympia, em em São Paulo, em junho de 2000, como parte da turnê Quatro Estações feita em apoio ao álbum de mesmo nome (1999). O conceito é baseado nas quatro estações climáticas do ano, foi dirigido por Flávia Moraes e trouxe inovações, como o efeito de neve no inverno, folhas no outono, cheiro de coco representando o verão e vários outros efeitos especiais utilizando telões. Na setlist, há canções como "Com Você", "Eu Acho Que Pirei", "No Fundo do Coração", "Imortal" e "Vâmo Pulá". Além das músicas em que cantam juntos, há algumas performances solo: Sandy interpreta a "1ª Parte da Ária Cantinela", trecho da ópera "Bachianas Brasileiras n.º 5", de Heitor Villa-Lobos, e "Fascinação" (1978), de Elis Regina. Sobre a primeira citada, a cantora comentou: "Minha mãe [Noely] sugeriu uma música lírica. Ensaiei duas vezes e logo ela estava pronta. É o meu maior desafio até agora em público". Junior, por sua vez, canta e toca percussão na canção "Smooth" (1999), conhecida pela gravação do guitarrista mexicano-estadunidense Carlos Santana e do cantor Rob Thomas. A canção "You're My #1", gravada anteriormente pelo espanhol Enrique Iglesias com a participação de Sandy, foi regravada, desta vez com Junior interpretando as partes de Iglesias.
Pedro Justino Alves, do jornal português Diário Digital, notou que a setlist foi montada estrategicamente: "as [canções] mais alegres remetem-nos para o Verão, enquanto as mais calmas convidam-nos para o sossego de uma lareira." Três faixas inéditas foram gravadas em estúdio: "Na Boa, Sem Chorar", "A Lenda" e a regravação de "Enrosca" (1994),  de Guilherme Lamounier, mais conhecida na voz do cantor Fábio Jr.. A faixa "Na Boa, Sem Chorar" é a versão de Xororó para a música "Insane", que os irmãos compuseram em inglês durante a estadia deles nos Estados Unidos. O registro físico do material, em sua versão em CD, permite a escolha de quatro capas diferentes, cada uma representando uma das estações do ano.

## Lista de faixas
Créditos extraídos do Tidal.
| Quatro Estações: O Show – Edição padrão |                                                     |                                                                   |         |  |
| N.º                                     | Título                                              | Compositor(es)                                                    | Duração |  |
| 1.                                      | "Pra Esquentar"                                     | Feio Xororó                                                       | 2:48    |  |
| 2.                                      | "Eu Acho Que Pirei"                                 | Alex Feio Lili Maturana                                           | 2:13    |  |
| 3.                                      | "Com Você"                                          | Berry Gordy Jr. Bob West Hal Davis Willie Hutch Feio Noely Xororó | 4:57    |  |
| 4.                                      | "You're My #1"                                      | Enrique Iglesias Lester Mendez Paulo Sérgio Valle                 | 4:06    |  |
| 5.                                      | "No Fundo do Coração"                               | D. Hayes Derrick Jones Paulo Sérgio Valle                         | 4:04    |  |
| 6.                                      | "Olha o Que o Amor Me Faz / Citação: All by Myself" | Sandy Feio Eric Carmen Sergio Rachmaninov                         | 4:01    |  |
| 7.                                      | "Aprender a Amar"                                   | Nando Ricardo Feghali                                             | 4:00    |  |
| 8.                                      | "Bye Bye"                                           | Darci Rossi Feio Xororó                                           | 3:40    |  |
| 9.                                      | "Imortal"                                           | Barry Gibb Robin Gibb Maurice Gibb Feio                           | 4:15    |  |
| 10.                                     | "As Bachianas Nº 5" (Aria Cantilena - 1ª Parte)     | Heitor Villa-Lobos                                                | 2:01    |  |
| 11.                                     | "Fascinação"                                        | F. D. Marchetti M. de Feraudy Armando Louzada                     | 1:36    |  |
| 12.                                     | "Em Cada Sonho (O Amor Feito Flecha)"               | James Horner Will Jennings Feio                                   | 4:27    |  |
| 13.                                     | "Smooth"                                            | Itaal Shur Rob Thomas                                             | 3:29    |  |
| 14.                                     | "As Quatro Estações"                                | Álvaro Socci Claudio Matta Sandy                                  | 3:58    |  |
| 15.                                     | "Eu Quero Mais"                                     | Feio Xororó                                                       | 3:52    |  |
| 16.                                     | "Vâmo Pulá!"                                        | Feio Tiãozinho Xororó                                             | 3:45    |  |
| Duração total:                          | Duração total:                                      | Duração total:                                                    | 57:12   |  |

| Quatro Estações: O Show – Faixas bônus de estúdio |                      |                            |         |  |
| N.º                                               | Título               | Compositor(es)             | Duração |  |
| 17.                                               | "A Lenda"            | Kiko Nando Ricardo Feghali | 4:32    |  |
| 18.                                               | "Na Boa, Sem Chorar" | Sandy Junior Xororó        | 4:05    |  |
| 19.                                               | "Enrosca"            | Guilherme Lamounier        | 3:07    |  |
| Duração total:                                    | Duração total:       | Duração total:             | 68:56   |  |

| Quatro Estações: O Show – Edição deluxe de 2019 |                       |                                                                    |         |  |
| N.º                                             | Título                | Compositor(es)                                                     | Duração |  |
| 17.                                             | "Beijo é Bom"         | Darci Rossi Feio                                                   | 4:51    |  |
| 18.                                             | "Inesquecível"        | Cheope F. Baldoni Gino de Stefani Guiseppe Carella Claudio Rabello | 3:46    |  |
| 19.                                             | "Dig-Dig-Joy"         | Feio Rique de Azevedo                                              | 3:08    |  |
| 20.                                             | "Vai Ter Que Rebolar" | Neneo                                                              | 2:45    |  |
| 21.                                             | "Vâmo Pulá!" (Remix)  | Feio Tiãozinho Xororó                                              | 2:14    |  |
| 22.                                             | "A Lenda"             | Kiko Nando Ricardo Feghali                                         | 4:32    |  |
| 23.                                             | "Na Boa, Sem Chorar"  | Sandy Junior Xororó                                                | 4:05    |  |
| 24.                                             | "Enrosca"             | Guilherme Lamounier                                                | 3:07    |  |

| Qautro Estações - O Show – Edição em VHS e DVD |                                                     |         |  |
| N.º                                            | Título                                              | Duração |  |
| 1.                                             | "Pra Esquentar"                                     | 2:47    |  |
| 2.                                             | "Eu Acho Que Pirei"                                 | 2:12    |  |
| 3.                                             | "Inesquecível"                                      | 0:32    |  |
| 4.                                             | "Com Você"                                          | 4:57    |  |
| 5.                                             | "You're My #1"                                      | 3:59    |  |
| 6.                                             | "Beijo é Bom"                                       | 4:56    |  |
| 7.                                             | "Olha o Que o Amor Me Faz / Citação: All by Myself" | 3:47    |  |
| 8.                                             | "Inesquecível"                                      | 4:01    |  |
| 9.                                             | "Aprender a Amar"                                   | 3:46    |  |
| 10.                                            | "Imortal"                                           | 4:08    |  |
| 11.                                            | "Dig-Dig-Joy" (Instrumental)                        | 3:17    |  |
| 12.                                            | "As Bachianas Nº 5" (Ária Cantilena - 1ª Parte)     | 2:00    |  |
| 13.                                            | "Fascinação (Fascination)"                          | 1:35    |  |
| 14.                                            | "Em Cada Sonho (O Amor Feito Flecha)"               | 4:26    |  |
| 15.                                            | "Bye, Bye"                                          | 3:46    |  |
| 16.                                            | "No Fundo do Coração"                               | 4:05    |  |
| 17.                                            | "Smooth"                                            | 3:44    |  |
| 18.                                            | "As Quatro Estações"                                | 5:10    |  |
| 19.                                            | "Vai Ter Que Rebolar"                               | 2:49    |  |
| 20.                                            | "Eu Quero Mais"                                     | 4:05    |  |
| 21.                                            | "Vâmo Pulá!"                                        | 3:32    |  |
| 22.                                            | "Vâmo Pulá! (Remix)"                                | 2:52    |  |
| 23.                                            | "Enrosca"                                           | 3:06    |  |
| 24.                                            | "Encerramento/ Música Incidental: "A Lenda""        | 04:27   |  |
| Duração total:                                 | Duração total:                                      | 124:27  |  |

| Qautro Estações - O Show – Faixas Bônus em estúdio |                      |         |  |
| N.º                                                | Título               | Duração |  |
| 25.                                                | "A Lenda"            | 4:32    |  |
| 26.                                                | "Enrosca"            | 3:06    |  |
| 27.                                                | "Na Boa, Sem Chorar" | 4:05    |  |

| Videoclipes |                         |         |  |
| N.º         | Título                  | Duração |  |
| 28.         | "Imortal (Immortality)" | 4:15    |  |
| 29.         | "Aprender a Amar"       | 4:02    |  |
| 30.         | "As Quatro Estações"    | 4:07    |  |

| Extras |                                                   |         |  |
| N.º    | Título                                            | Duração |  |
| 28.    | "Momentos Especiais no Show: Fascinação e Smooth" |         |  |
| 29.    | "Função Multi-Ângulo com Cenas dos Bastidores"    |         |  |
| 30.    | "Faixa em DVD-ROM com Letras das Músicas do Show" |         |  |
| 31.    | "Making-Of"                                       |         |  |

| Videoclipes extras do VHS |           |         |  |
| N.º                       | Título    | Duração |  |
| 1.                        | "A Lenda" |         |  |
| 2.                        | "Enrosca" |         |  |

## Equipe e colaboradores
Todo o processo de elaboração de Quatro Estações: O Show atribui os seguintes créditos:
Gestão e produção
- Direção artística: Max Pierre
- Gerência artística: Ricardo Pereira
- Consultoria artística: Durval Lima e Noely Lima
- Direção e concepção do show: Flávia Moraes
- Coordenação geral de show: Carlos Mamoni Jr. (KK)
- Assistente: Everaldo Andrade
- Técnicos de som: André Mais, William Júnior
- Assistentes de som: Bam Bam, N. Baloni, J. Sartori, W. Sacond, M. Viana, F. Prado, S. Tomlinn, H. Inagaki e C. Ramirez
- Assistente de estúdio: H. Inagaki
- Mixagem: estúdio Castle Oaks (LA) por Antônio "Moogie" Canázio
- Masterização de áudio: Bernie Grundman Mastering (LA) por Bernie Grundman
- Fotos e manipulação de imagens das capas: Bia Guedes
- Fotos do show: Marcos Hermes
- Projeto gráfico: Carol Santos
- Direção de arte: Gê Alves Pinto
- Coordenação gráfica: Patrícia Fernandes
- Autoração do DVD: CareWare Multimídia
- Produção executiva: Cláudio Gosinzki Jr

Instrumentação ao vivo
- Sandy: vocais
- Junior: vocais, guitarra, violão, bateria (em "Dig Dig Joy", apenas no DVD) e percussão (em "Smooth")
- Edu Martins: baixo elétrico, baixo acústico e teclado baixo
- Fred Tangary e Edson Guidetti: guitarras e violões
- Otávio de Moraes: bateria e direção musical
- Marcelo Elias: teclados
- Luís Carlos de Paula: percussão
- Ubaldo Versolato: saxofones, flauta e harmônica
- Marim Meira: trombone
- Paulinho Baptista e Daniel Alcântara: trompetes e fliscorne
- Juliana Gargano e Tatiana Parra: vocais de apoio
- Jaques Morelenbaum, Alceu de Almeida Reis, Jorge Kundert Ranevsky (Yura) e Márcio Eymard Mallard: violoncelo (2, 3, 10, 11 e 12)
- Mané: trombone (13)
- Luís Conte: percussão (exceto 10 e 11)

Instrumentação em estúdio
Cordas em "A Lenda"
- Violinos: Bernardo Bessler, Michel Bessler, Antonella Pareschi, José Alves, Paschoal Perrotta, Eduardo Hack, Walter Hack, Carmelita Reis, Paula Prates, Rogério Rosa, Mariana Sales e Verônica Gabler
- Violas: Marie Christine Springuel Bessler, Jesuína Passarotto, Frederick Stephany e José Ricardo Volker Taboada
- Cellos: Alceu de Almeida Reis, Márcio Eymard Mallard, Hugo Pilger e Jorge Kundert Ranevsky (Yura)
- Contrabaixos acústicos: Denner Campolina e Antônio Arzola

## Desempenho comercial
Antes de estar disponível para o público, a versão em CD da obra obteve encomendas de 1 milhão de cópias das lojas brasileiras. Com isso, Quatro Estações: O Show foi o único álbum lançado em 2000 a ultapassar a crifra de 1 milhão de compras no Brasil naquele ano. Estreou na quarta posição da parada de vendas de álbuns publicada pelo O Globo – com base em dados fornecidos pelo instituto Nelson Oliveira Pesquisa e Estudo de Mercado (NOPEM) –, em 28 de novembro daquele ano. Um mês depois — em 28 de dezembro —, ocupou a vice-liderança, que foi se pico, sendo barrado apenas pela trilha sonora internacional da novela Laços de Família, da TV Globo. A Pro-Música Brasil (PMB), certificou sua edição em vídeo e áudio, no mesmo ano de lançamento, com diamante, reconhecendo, respectivamente, vendas acima de 100 mil e 1 milhão de cópias.
Na lista de álbuns mais comprados do ano, da PMB, o CD da obra aparece na segunda posição, perdendo apenas para a trilha sonora supracitada. Em junho de 2001, as vendas já tinham superado 2 milhões de cópias. Estima-se que sua comercialização esteja entre 2,7 milhões e 3 milhões de unidades no Brasil, o que o torna um dos discos mais adquiridos de todos os tempos no território. Quando somada às vendas do álbum com as do registro em estúdio de mesmo nome, a era As Quatro Estações vendeu mais de 5 milhões de cópias.
| País — Tabela musical (2000) | Posição de pico |
| ---------------------------- | --------------- |
| Brasil (NOPEM)               | 2               |

| País — Tabela musical (2000) | Posição |
| ---------------------------- | ------- |
| Brasil (PMB)                 | 2       |

| Região                                                                                             | Certificação | Vendas    |
| -------------------------------------------------------------------------------------------------- | ------------ | --------- |
| Brasil (Pro-Música Brasil)                                                                         | Diamante     | 3 000 000 |
| Brasil (Pro-Música Brasil) DVD                                                                     | Diamante     | 100 000*  |
| *números de vendas baseados somente na certificação ^distribuições baseadas apenas na certificação |              |           |